# 乔拉波卡尔
乔拉波卡尔（Jorapokhar），是印度贾坎德邦Dhanbad县的一个城镇。总人口85218（2001年）。

## 人口
该地2001年总人口85218人，其中男性46006人，女性39212人；0—6岁人口11678人，其中男5967人，女5711人；识字率65.47%，其中男性为74.41%，女性为54.98%。